# GtkRadiant
GtkRadiant és un programari dissenyador de nivells desenvolupat per id Software i Loki Software, utilitzat per a crear mapes d'una certa varietat de videojocs. El programari està mantingut per id Software, però també entre un gran nombre de voluntaris. GtkRadiant va néixer com a Q3Radiant, l'eina de disseny de nivells de Quake III Arena, només disponible per la plataforma Windows. L'evolució a GtkRadiant va tenir dues conseqüències: està basat en GTK+, pel que també existeixen versions per a Linux i Mac OS, i és independent del motor de joc, amb funcionalitat per a altres videojocs. És una aplicació semi-lliure. El codi font està disponible en el repositòri Subversió d'id Software i les col·laboracions al codi estan cobertes sota llicències de codi obert. El nucli original de Q3Radiant, no obstant això, és propietari, sota llicència d'id Software, i el seu ús comercial en videojocs sense el permís de la mateixa no està permès. No obstant això, a causa de l'alliberament de Quake III Arena sota llicència GPL, també podria veure's afectat aquest programari.

## Videojocs compatibles
- Doom 3
- Quake
- Quake II
- Quake III Arena
- Return to Castle Wolfenstein
- Wolfenstein: Enemy Territory
- Star Wars Jedi Knight II: Jedi Outcast
- Star Wars Jedi Knight: Jedi Academy
- Medal of Honor: Allied Assault
- Call of Duty
- Half Life
- Heretic II
- Soldier of Fortune II: Double Helix
- Star Trek: Voyager Elite Force
- Nexuiz
- Tremulous
- Urban Terror